# Bánovce nad Bebravou (distrito)
O Distrito de Bánovce nad Bebravou (eslovaco: Okres Bánovce nad Bebravou) é uma unidade administrativa da Eslováquia Ocidental, situado na Trenčín (região), com 38.640 habitantes (em 2001) e uma superficie de 462 km². Sua capital é a cidade de Bánovce nad Bebravou.

## Demografia
| Ano:        | 1994   | 2004   | 2014   | 2024   |
| ----------- | ------ | ------ | ------ | ------ |
| Broj ljudi: | 38 695 | 38 385 | 36 833 | 34 910 |
| Razlika:    |        | -0,80% | -4,04% | -5,22% |

| Ano:               | 2023   | 2024   |
| ------------------ | ------ | ------ |
| Número de pessoas: | 35 186 | 34 910 |
| Diferença:         |        | -0,78% |

## Cidade
- Bánovce nad Bebravou (capital)

## Municipios
| - Borčany - Brezolupy - Cimenná - Čierna Lehota - Dežerice - Dolné Naštice - Dubnička - Dvorec - Haláčovce - Horné Naštice - Chudá Lehota | - Krásna Ves - Kšinná - Libichava - Ľutov - Malá Hradná - Malé Hoste - Miezgovce - Nedašovce - Omastiná - Otrhánky - Pečeňany | - Podlužany - Pochabany - Pravotice - Prusy - Ruskovce - Rybany - Slatina nad Bebravou - Slatinka nad Bebravou - Šípkov - Šišov | - Timoradza - Trebichava - Uhrovec - Uhrovské Podhradie - Veľké Držkovce - Veľké Hoste - Veľké Chlievany - Vysočany - Zlatníky - Žitná-Radiša |